# Hedysarum argyreum
Hedysarum argyreum là một loài thực vật có hoa trong họ Đậu. Loài này được Greuter & Burdet miêu tả khoa học đầu tiên.